# Иванов, Анатолий Александрович (учёный)
Анатолий Александрович Иванов (1910 — 2004) —  советский и российский электротехник, кандидат технических наук (1941), профессор (1964).

## Биография
Родился в семье служащего, работать начал в 14-летнем возрасте учеником столяра в строительной конторе «Укргосстрой». С 1925 по 1928 работал подручным столяра в различных строительных конторах Одессы, в 1930 работал помощником мастера механического цеха на Керченском металлургическом заводе. С 1930 по 1931 работал техником на строительстве Рионской гидроэлектрической станции и конструктором гидротурбинного бюро на Ленинградском металлическом заводе. В 1928 поступил в Одесский энергетический институт на гидроэлектромеханический факультет, который окончил в 1932. Потом работал старшим ассистентом НИИ промышленной энергетики в Одессе, в сентября того же года переходит на
преподавательскую работу. С 1932 до 1938 преподавал в Харьковском машиностроительном и конструкторском техникуме. С 1933 до 1941 работал в Одесском институте инженеров мукомольной промышленности и элеваторного хозяйства как старший преподаватель и заведующий электротехнической лабораторией. По совместительству с 1938 до 1940 преподавал в Одесском индустриальном институте и с 1939 до 1941 преподавал на Курсах командного состава Одесской железной дороги. В июле 1941 защитил кандидатскую диссертацию на тему «Теоретические и экспериментальные исследования режимов работы асинхронного генератора для гидроэлектрических станций небольшой мощности».
В годы Великой Отечественной войны работал с 1941 до 1942 учителем физики в Одесской средней школе, с 1942 до 1944 лаборантом политехнического факультета Одесского университета. После освобождения Одессы, с 1944 по 1946 работал преподавателем электротехнических дисциплин и заведовал электротехническим отделом Одесского машиностроительного техникума, с 1944 по 1948 работал в должности доцента кафедры электротехники Одесского института инженеров морского флота, с 1948 по 1956 преподавал электротехнические дисциплины в Одесском техникуме измерений. В сентябре 1945 утверждён в учёном звании доцента по кафедре «Энергетика». Работал заведующим кафедрой электротехники Одесского института инженеров мукомольной промышленности и элеваторного хозяйства с 1 ноября 1948 по 1951 и с 1954 по 1988. С 1951 до 1964 состоял на этой кафедре доцентом, затем до 1995 профессором. На протяжении 17 лет руководил организованным им научно-методическим кабинетом института, на базе которого создана лаборатория методики учебного процесса.

## Награды
- медаль «За доблестный труд» (1970);
- медали ВДНХ СССР (1965 — бронзовая, 1968 — золотая, 1981 — бронзовая);
- почетные грамоты Министерств высшего и среднего специального образования СССР и УССР.

## Публикации
Является автором порядка 150-ти научных трудов, 25-ти монографий и 50-ти методических пособий.
- Иванов А. А Электрооборудование пищевых предприятий. 1956.
- Иванов А. А Лабораторные работы по общей электротехнике и электрооборудованию промышленных предприятий. 1958.
- Иванов А. А Справочник по электротехнике. 1972.